# Шейблер, Карл Вильгельм
Карл Вильгельм Шейблер (нем. Karl Wilhelm Scheibler; пол. Karol Wilhelm Scheibler; 1 сентября 1820 года, Моншау ― 13 апреля 1881 года, Лодзь) ― немецкий предприниматель, деятель текстильной промышленности в Царстве Польском.

## Биография
Карл Шейблер родился в городе Моншау, который в то время относился к прусской провинции Юлих-Клевс-Берг. Его отец был текстильщиком. Шейблер учился в школе в Моншау и Крефельде и получил практическое образование на прядильной фабрике своего дяди в городе Вервье (Бельгия). В 1839 году он работал в компании известного машиностроителя Джона Кокерила Société anonyme. 
Из-за политической нестабильности во время революции в 1848 году Шейблер решил покинуть Германию. Он переехал в Озоркув в Царстве Польском, где его дядя, Фридрих Шлёссер, ещё в 1816 году заведовал управлением текстильной фабрикой. После смерти Шлёссера он стал её коммерческим директором. 16 сентября 1854 года Шейблер женился на Анне Вернер, племяннице Шлёссера. В 1852 году Шейблер и его партнер Юлиус Шварц купили земельный участок в Лодзи и начали строить на нём машиностроительный завод. В октябре 1854 года Шварц продал свою долю Шейблеру за 10 000 рублей, тем сам сделав его единственным собственником фабрики. 
В 1855 году Шейблер основал прядильную фабрику с 34 рамами и паровым двигателем мощностью 40 лошадиных сил. В 1857 году Шейблер нанял 180 рабочих, а в 1860-м годовой объём продаж продукции фабрики составил 305 100 рублей. Шейблер получил большую прибыль после того, как цены на хлопок в Европе выросли из-за начала гражданской войны в США, и продал свою продукцию по тройной цене. Вскоре он стал известен как «король хлопковой и льняной империй Лодзи». В 1870 году на фабрике Шейблера работали 1911 человек, а завод стал третьим по величине производителем хлопка в Польше (9,3% от общего объёма продукции). 
Предприятие Шейблера продолжало процветать, и он купил несколько небольших заводов в районах Жарки и Ксеньжы Млын. Пожар уничтожил завод в Ксеньжы Млыне в 1874 году, но Шейблер вскоре восстановил его, установив в нём 88 000 веретён и построил свое собственное «королевство» в Ксеньжи Млын: на его средства были возведены дома для 321 семей рабочих, пожарная станция, школы, магазины и больница. Шейблер был известен своей общественной деятельностью и поддержал создание муниципальной кредитной ассоциации ― Коммерческого банка Лодзи (Bank Handlowy) в 1872 году, а также строительство лютеранской и католической церквей. 
В 1880 году Шейблер преобразовал своё предприятие в акционерное общество с уставным капиталом в 9 миллионов рублей. 
Карл Вильгельм Шейблер умер 13 апреля 1881 года в Лодзи и был похоронен на Лодзинском протестантском кладбище в мавзолее, спроектированном варшавскими архитекторами Иосифом Дзеконским и Эдвардом Лилопом. 

## Семья
Супруга ― Анна Вернер. Вместе у них было семеро детей:
- Матильда Зофия (1856―1939), была замужем за Эдвардом Хербстом, управляющим директором компании Шейблера;
- Адела Мария (род. 1859), была замужем за промышленником Адольфом Густавом Бухгольцом;
- Эмма Полина (1860―1879), была замужем за Георгом фон Крамста;
- Кароль Вильгельм-младший (1862―1935)[11], была женат на Анне Юлии Мелании (1864―1945), дочери промышленника Людвика Громана[12];
- Леопольд (1866―1873);
- Эмиль Евгениуш (1870―1923);
- Феликс Эмиль Кароль (1874―1882).

## Награды
- 1870: Орден Белого орла[1]
- 1876: Золотая медаль Варшавы
- 1878: Большая золотая медаль на Всемирной выставке в Париже
- Орден Святого Станислава I и II степеней

## Образ в культуре
Фильм польско режиссёра Анджея Вайды «Земля обетованная» был снят во дворце Шейблера. Сейчас в нём расположен кинематографический музей Национальной киношколы в Лодзи. 
Карл Шейблер является прототипом персонажа немецкого промышленника Хайнца Хунце романа «Братья Ашкенази» Исроэла-Иешуа Зингера. 

## Галерея
- «Красный дом» в Моншау, прародина семьи Шейблеров
- Завод Шейблера в Лодзи, конец XIX века
- Часовня и мавзолей Шейблера на протестантском кладбище в Лодзи